# Listă de localități din raionul Camenca
Aceasta este o listă a localităților din raionul Camenca din Republica Moldova, regiunea istorică Transnistria/Bugonistria.

## Orașe
- Camenca

## Localități
- Caterinovca
- Crasnîi Octeabri
- Cuzmin
- Hristovaia
- Hrușca
- Ocnița
- Podoima
- Rașcov
- Rotari
- Severinovca
- Slobozia-Rașcov
- Valea Adîncă